# Yao He
Yao He (chino:姚合) poeta chino de mitad de la dinastía Tang llamado a menudo Yao Wugong (姚武功), y su estilo "Wugong",  Yao fue muy conocido en su época, y entabló amistad con otros literatos como Liu Yuxi, Li Shen, Zhang Ji, Wang Jian, Yang Juyuan, Ma Dai, Li Qunyu o Jia Dao. Tenía un estilo similar a Jia Dao, pero más superficial.
1. ↑  (en chino) Zhu Jincheng. Yao He, Encyclopedia of China (Chinese Literature Edition), 1st ed.